# Épisodes de 666 Park Avenue
Cet article présente les treize épisodes de la série télévisée américaine 666 Park Avenue.

## Synopsis
Un jeune couple tout juste débarqué du Midwest emménage dans une résidence new-yorkaise très chic de l'Upper East Side, dont ils deviennent les gérants. Ce qu'ils ignorent, c'est que tous les habitants ont signé un pacte avec le Diable afin que leurs plus profonds désirs soient assouvis et que leur plus grandes ambitions se réalisent. Peu à peu, ils découvrent que des forces obscures se jouent dans cet édifice…

## Distribution

### Acteurs principaux
- Rachael Taylor (VF : Hélène Bizot) : Jane Van Veen
- Dave Annable (VF : Pascal Nowak)  : Henry Martin
- Robert Buckley (VF : Axel Kiener) : Brian Leonard
- Mercedes Masohn (VF : Marie Diot) : Louise Leonard
- Helena Mattsson (VF : Marie Tirmont) : Alexis Blume
- Erik Palladino (VF : Pierre-François Pistorio) : Tony DeMeo
- Samantha Logan (VF : Charlotte Campana) : Nona Clark
- Vanessa Lynn Williams (VF : Isabelle Leprince) : Olivia Doran
- Terry O'Quinn (VF : Michel Le Royer) : Gavin Doran

### Acteurs récurrents
- Ursula Parker : La petite fille (épisode 3, 4, 5 et 9)
- Misha Kuznetsov : Kandinsky (épisode 3, 4, 6, 7, 8, 9, 12 et 13)
- Aubrey Dollar (VF : Magali Barney) : Annie Morgan (épisode 3 et 4)
- Wendy Moniz (VF : Armelle Gallaud) : Ingrid Weismann (épisode 3 et 4)
- Susan Heyward : Janet (épisode 3 et 4)
- Peter Lewis : Walt (épisode 3 et 7)
- Elain R. Graham : Lottie Clark (épisode 4 et 7)
- Jim True-Frost (VF : Fabien Jacquelin) : Peter Kramer (épisode 4, 5 et 9)
- Doug Wert : Charlie Wallace (épisode 5 et 6)
- Filip Cervinka : Blake (épisode 5 et 6)
- Heidi Armbruster : Connie Kramer (épisode 5 et 9)
- Enrique Murciano (VF : Olivier Jankovic) : Dr Scott Evans (épisode 5 6 et 7)
- William Youmans (en) : Bill Atherton (épisode 5 et 9)
- Nick Chinlund (VF : Patrick Bethune) : Victor Shaw (épisode 6, 7, 8 et 9)
- Teddy Sears (VF : Sylvain Agaësse) : Detective Hayden Cooper (épisode 6, 8, 9, 10 et 12)
- Tessa Thompson (VF : Olivia Luccioni) : Laurel Harris (épisode 5, 6, 9, 10 et 11)
- Remy Auberjonois (en) : Père Douglas (épisode 8 et 11)
- Christine Evangelista : Libby Griffith (épisode 9 et 10)
- Richard Short (en) (VF : Anatole de Bodinat) : Harlan Moore (épisode 10, 11, 12 et 13)
- Richard Joseph : Paul Frank Sullivan (épisode 10 et 13)
- Elizabeth Morton : Eunice Moore (épisode 10 et 12)
- Andi Matichak : Shannon (épisode 11 et 12)
- William Sadler : Nate McKenny (épisode 12 et 13)

## Développement

### Conception
Le 20 janvier 2012 après avoir commandé un pilote de la série réalisé par Alex Graves, ABC a annoncé le 11 mai 2012 que la série serait présente pour la saison 2012-2013.
Le 16 novembre 2012, à la suite des mauvaises audiences (un taux moyen sur les 18-49 ans inférieur à 2 %), ABC a décidé d'annuler la série, qui ne comportera que treize épisodes.
Les quatre derniers épisodes étant initialement prévus pour être diffusés à partir du 6 janvier 2013, ABC a décidé le 21 décembre 2012 de retirer la série de l'horaire et de diffuser ces épisodes au cours de l'été 2013.
Le diffuseur australien FOX8 avait annoncé la diffusion des quatre derniers épisodes pour janvier et février 2013, mais les épisodes n'ont pas été parvenus à temps. Les épisodes inédits ont été diffusés en Espagne.

### Diffusions
Aux États-Unis, la série est diffusée depuis le 30 septembre 2012 sur le réseau ABC le dimanche à 22 heures.
Au Canada, elle est diffusée en simultané sur Citytv.

## Liste des épisodes

### Épisode 1:La Vie de palace
- États-Unis /  Canada : 30 septembre 2012 sur ABC[10] / Citytv
- France :

4 novembre 2013 sur Série Club
15 novembre 2015 sur HD1
- Québec : 30 janvier 2014 sur Ztélé

- États-Unis : 6,9 millions de téléspectateurs[12] (première diffusion)

- Orlando McDonald : Le portier
- Jennifer Kim : La vendeuse
- James Waterston : John Barlow
- Lucy Walters : Mary Barlow
- Victor Slezak : Daniel Stone
- Katelynn Bailey : La fille riche
- Steven Skybell : Malcolm Hartwell
- Bryan Winston : Yuri

### Épisode 2:Les Habitants du mur
- États-Unis /  Canada : 7 octobre 2012 sur ABC / Citytv
- France :

4 novembre 2013 sur Série Club
15 novembre 2015 sur HD1
- Québec : 6 février 2014 sur Ztélé

- États-Unis : 4,99 millions de téléspectateurs[13] (première diffusion)

- Mike Doyle : Frank Alpern
- Michael Lewis : Raymond
- Karl Jacob : Edward Paxton
- Mili Avital : Danielle Tyler

### Épisode 3:À la hauteur de ses ambitions
- États-Unis /  Canada : 14 octobre 2012 sur ABC / Citytv
- France :

4 novembre 2013 sur Série Club
15 novembre 2015 sur HD1
- Québec : 13 février 2014 sur Ztélé

- États-Unis : 4,82 millions de téléspectateurs[14] (première diffusion)

- Malachy Cleary : Ned Shifley
- Clark Johnson : Bill Edwards
- Jim R. Coleman : Le conducteur de la limousine

### Épisode 4:Tir croisé
- États-Unis /  Canada : 21 octobre 2012 sur ABC / Citytv
- France : 11 novembre 2013 sur Série Club
- Québec : 20 février 2014 sur Ztélé

- États-Unis : 4,81 millions de téléspectateurs[15] (première diffusion)

- José Zuniga : Commissioner Pike
- Jenna Stern : Regina Wilson

### Épisode 5:Des frissons dans le noir
- États-Unis /  Canada : 28 octobre 2012 sur ABC / Citytv
- France : 11 novembre 2013 sur Série Club
- Québec : 27 février 2014 sur Ztélé

- États-Unis : 4,61 millions de téléspectateurs[16] (première diffusion)

- Anastasia Barzee : Diane
- Christine Toy : Johnson Julie
- Jacqueline Hendy : Skyler Jones
- Neimah Djourabchi : Satan
- Tommy Bayiokos : Elvis
- Gabe Hernandez : Detective
- Enrique Murciano : Dr. Scott Evans
- Tessa Thompson : Laurel Harris

### Épisode 6:À en perdre la tête
- États-Unis /  Canada : 4 novembre 2012 sur ABC / Citytv
- France : 18 novembre 2013 sur Série Club
- Québec : 6 mars 2014 sur Ztélé

- États-Unis : 3,99 millions de téléspectateurs[17] (première diffusion)

- Tijuana Ricks : Det. Jarvis
- Joseph Parks : Ivan Trent
- Peter Friedman : Samuel Steinberg
- Nick Chinlund : Victor Shaw

### Épisode 7:L'Œil du dragon
- États-Unis /  Canada : 11 novembre 2012 sur ABC / Citytv
- France : 18 novembre 2013 sur Série Club
- Québec : 13 mars 2014 sur Ztélé

- États-Unis : 3,9 millions de téléspectateurs[18] (première diffusion)
- Canada : 327 000 téléspectateurs[19]

- Donald Corren : Hans
- Cotter Smith : Mayor
- Tia Dionne Hodge : Melanie Clark

### Épisode 8:Le Symbole
- États-Unis /  Canada : 25 novembre 2012 sur ABC / Citytv
- France : 25 novembre 2013 sur Série Club
- Québec : 20 mars 2014 sur Ztélé

- États-Unis : 3,94 millions de téléspectateurs[20] (première diffusion)

- Mandy Gonzalez : Nurse Garcia
- Lia Yang : Dr. Janice Wong
- Kerry O'Malley : Nurse Potter
- Michael Cullen : Joseph Lukin
- Rocco Sisto : Dr. Claude Anton

### Épisode 9:Révélations
- États-Unis /  Canada : 2 décembre 2012 sur ABC / Citytv
- France : 25 novembre 2013 sur Série Club
- Québec : 27 mars 2014 sur Ztélé

- États-Unis : 3,96 millions de téléspectateurs[21] (première diffusion)

- Raul Esparza : Phillip Perez
- Philip Hoffman : Roger Easton
- Whoopi Goldberg : Maris Elder

### Épisode 10:Derrière le miroir
- États-Unis : 22 juin 2013 sur ABC[22]
- France : 2 décembre 2013 sur Série Club
- Québec : 3 avril 2014 sur Ztélé

- États-Unis : 2,01 millions de téléspectateurs[23] (première diffusion)

- Thomas Kopache : Harlan Moore vieux

### Épisode 11:À couteaux tirés
- États-Unis : 29 juin 2013 sur ABC
- France : 2 décembre 2013 sur Série Club
- Québec : 10 avril 2014 sur Ztélé

- États-Unis : 2,14 millions de téléspectateurs[24] (première diffusion)

- Brian O'Neill : Monsignor Williams
- Richard Short : Patrick Corey / Harlan Moore
- Remy Auberjonois : le père Douglas

### Épisode 12:La Conspiration
- États-Unis : 6 juillet 2013 sur ABC[22]
- France : 9 décembre 2013 sur Série Club
- Québec : 17 avril 2014 sur Ztélé

- États-Unis : 1,84 million de téléspectateurs[25] (première diffusion)

- Christopher Saunders : Jones
- Leajato Amara : Robinson Smith
- William Sadler : Nate McKenny
- Elizabeth Morton : Eunice Moore

### Épisode 13:Un compromis acceptable
- États-Unis : 13 juillet 2013 sur ABC[22]
- France : 9 décembre 2013 sur Série Club
- Québec : 24 avril 2014 sur Ztélé

- États-Unis : 1,56 million de téléspectateurs[26] (première diffusion)

- Sharon Juchniewicz : Sharon
- Jack Mulcahy : Barman
- Mimi Michaels : Catherine McKenny